# Serie A2 1983-1984 (pallavolo maschile)
La Serie A2 maschile FIPAV 1983-84 fu la 7ª edizione della manifestazione organizzata dalla FIPAV.

## Regolamento
Le 24 squadre partecipanti, divise con criteri geografici in due gironi, disputarono un girone unico con partite di andata e ritorno. Al termine della regular season le vincitrici di ciascun girone furono promosse in Serie A1, mentre le ultime tre classificate di ogni girone retrocessero in B.

## Avvenimenti
Il campionato ebbe inizio il 3 novembre e si concluse il 30 marzo con le promozioni di Americanino Padova e Codyeco Santa Croce.

## Le squadre partecipanti
Le squadre partecipanti furono 24. Le squadre provenienti dalla Serie A-1 furono l'Americanino Padova, la Canon Roma, la Carisparmio Ravenna e la Vianello Pescara. Latte Tre Valli Jesi, Modulsnap Rimini, Vittorio Veneto Milano, Volley Club Campobello di Mazara, Volley Udine e Zip Jeans San Giuseppe erano le neopromosse dalla B. Alla rinuncia di Siena conseguì il ripescaggio della Libertas Giarre.

### Girone A
| Squadra                 | Stagioni in Serie A2 | Allenatore                        | Campo di gioco                                     |
| ----------------------- | -------------------- | --------------------------------- | -------------------------------------------------- |
| Americanino Padova      | 4                    | Nereo Baliello, poi Dimko Antonov | PalaFabris di Padova                               |
| Caravel Mantova         | 2                    | Daniele Bagnoli                   | PalaTe di Mantova                                  |
| Carisparmio Ravenna     | 2                    | Gianluigi Tartaull                | PalaCosta di Ravenna                               |
| Di.Po. Vimercate        | 2                    | Franco Rapetti                    | Centro Scolastico Omnicomprensivo di Vimercate, MI |
| Mobili Dondi Ferrara    | 4                    | Ulderico Baglietti                | Palasport di Ferrara                               |
| Modulsnap Rimini        | 1                    | Piero Molducci                    | Palasport Flaminio di Rimini                       |
| Smalvic Castelferretti  | 2                    | Raffaele Colella                  | PalaBadiali di Falconara Marittima, AN             |
| Steton Carpi            | 5                    | Gianfranco Astolfi                | Palazzetto I.T.C. di Carpi, MO                     |
| System Impianti Treviso | 4                    | Luigi Schiavon                    | Palasport di Fontanafredda, PN                     |
| Thermomec Padova        | 5                    | Lucio Schiavon                    | Palazzetto dello Sport Arcella di Padova           |
| Vittorio Veneto Milano  | 1                    | Paolo Buongiorno                  | Palalido di Milano                                 |
| Volley Udine            | 1                    | Antonio Travaglini                | PalaBenedetti di Udine                             |

### Girone B
| Squadra                          | Stagioni in Serie A2 | Allenatore                | Campo di gioco                                            |
| -------------------------------- | -------------------- | ------------------------- | --------------------------------------------------------- |
| Canon Roma                       | 1                    | Stoian Stoev              | Palasport di Roma                                         |
| Codyeco Santa Croce              | 5                    | Fabrizio Nassi            | Pala Fontevivo S.Miniato Basso,Pi                         |
| CUS Pisa                         | 4                    | Claudio Grassini          | Palasport di Pisa                                         |
| Indesit Aversa                   | 3                    | Ferdinando Vitale         | Palestra ex-Consorzio Canapa di Aversa, CE                |
| Latte Tre Valli Jesi             | 1                    | Julio Velasco             | Palestra Carbonari di Jesi, AN                            |
| Libertas Giarre                  | 1                    | Gianluca Bastiani         | PalaJungo di Giarre, CT                                   |
| Pallavolo Catania                | 2                    | Sebastiano Greco          | PalaSpedini di Catania                                    |
| TSG Sabaudia                     | 2                    | Giancarlo Vassallo        | Pallone pressostatico di Sabaudia, LT                     |
| Vianello Pescara                 | 4                    | Claudio Piazza            | Palasport di Pescara                                      |
| Volley Ball Arezzo               | 1                    | Fabrizio Balducci         | Palestra Comunale di Arezzo                               |
| Volley Club Campobello di Mazara | 1                    | Valentino Benedetto Renda | Palasport Contrada Affacciata di Campobello di Mazara, TP |
| Zip Jeans San Giuseppe           | 2                    | Yanko Yankov              | Palasport di San Giuseppe Vesuviano, NA                   |

## Classifiche
| Pos. | Squadra                | Pt | G  |
| ---- | ---------------------- | -- | -- |
| 1.   | Americanino Padova     | 40 | 22 |
| 2.   | Steton Carpi           | 32 | 22 |
| 3.   | Mobili Dondi Ferrara   | 32 | 22 |
| 4.   | Thermomec Padova       | 24 | 22 |
| 5.   | System Treviso         | 24 | 22 |
| 6.   | Volley Udine           | 24 | 22 |
| 7.   | Caravel Mantova        | 24 | 22 |
| 8.   | Carisparmio Ravenna    | 22 | 22 |
| 9.   | Di.Po. Vimercate       | 16 | 22 |
| 10.  | Modulsnap Rimini       | 12 | 22 |
| 11.  | Vittorio Veneto Milano | 8  | 22 |
| 12.  | Smalvic Castelferretti | 8  | 22 |

| Pos. | Squadra                          | Pt | G  |
| ---- | -------------------------------- | -- | -- |
| 1.   | Codyeco Santa Croce              | 38 | 22 |
| 2.   | Latte Tre Valli Jesi             | 36 | 22 |
| 3.   | TSG Sabaudia                     | 30 | 22 |
| 4.   | Vianello Pescara                 | 28 | 22 |
| 5.   | Volley Ball Arezzo               | 28 | 22 |
| 6.   | Zip Jeans San Giuseppe           | 26 | 22 |
| 7.   | Pallavolo Catania                | 24 | 22 |
| 8.   | Volley Club Campobello di Mazara | 22 | 22 |
| 9.   | Canon Roma                       | 18 | 22 |
| 10.  | Indesit Aversa                   | 10 | 22 |
| 11.  | Libertas Giarre                  | 4  | 22 |
| 12.  | CUS Pisa                         | 0  | 22 |

| Promosse in Serie A1 | Retrocesse in Serie B |